# TwiGIS
twiGIS je webový GIS software vyvinutý společností ARKANCE (součást celosvětové skupiny Monnoyeur). Software,  kompatibilní se standardními mapovými a GIS technologiemi jako je QGIS, PostGIS, AutoCAD Map 3D, what3words a ESRI, využívá uživatelsky zaměřené webové nástroje pro publikování, zobrazení a správu různých typů geografických dat, infrastrukturních dat nebo CAD a BIM dat (3D IFC) pro aplikace z oblasti inženýrských sítí, správy majetku nebo servisu a údržby. V twiGISu můžete používat různé typy mapových dat, jako jsou například letecké snímky, otevřená mapová data, vektorové mapy, CAD výkresy, BIM modely (např. z Autodesk Revit), katastrální data nebo databáze. twiGIS podporuje web prohlížeče Microsoft Edge, Google Chrome, Mozilla Firefox a Safari.    

## Charakteristika
twiGIS využívá webové technologie pro rychlý přístup k různým typům GIS dat, v různých souřadnicových systémech. Hlavní charakteristiky:
- Rychlá a intuitivní aplikace
- Mobilní zobrazení a ovládání
- Grafika i popisné údaje v jednom mapovém okně
- Možná integrace s dalšími firemními systémy (např. SAP, Active Directory)
- Rychlé vytváření reportů např. pro výkaz obsazenosti
- Nezávislost na provozovaném systému GIS
- Přepínání podlaží v CAD a BIM datech
- Široké spektrum vstupních dat
- 3D zobrazení BIM dat
- Napojení na Katastr ČR
- Snadná jazyková lokalizace

## Licencování
twiGIS je komerční software instalovatelný lokálně (on-premise) nebo v cloudu, s licencí typu předplatného. Je dodáván prostřednictvím partnerské sítě v Česku, na Slovensku, v Maďarsku, v Polsku, ve Velké Británii a ve Finsku.

## Využívání
twiGIS je používán řadou veřejných i soukromých organizací (má přes 7.000 uživatelů), včetně:
- Skupina ČEZ
- Bratislavská vodárenská spoločnosť (Slovensko)
- Pannon-víz Győr (Maďarsko)
- Brněnské výstaviště
- Pražské arcibiskupství
- Řízení letového provozu Praha
- Sokolovská uhelná
- GasNet
- Széphő Székesfehérvár

twiGIS byl oceněn jako 'Projekt roku' organizací IFMA CZ v roce 2016 a v roce 2020.

## Další informace
- GIS